# Cardhu
Cardhu (in gaelico roccia nera) è una distilleria scozzese di whisky situata a Archiestown, nell'area di consiglio di Moray.

## Storia
La distilleria venne fondata nel 1824 dal contrabbandiere di whisky John Cumming e da sua moglie Helen, che iniziarono a produrre e commercializzare illegalmente whisky nel 1811. In origine la struttura era situata in collina, sopra al fiume Spey. 
Grazie alla posizione isolata, Cumming e la moglie riuscivano a controllare l'arrivo della polizia, e in caso di ispezioni si sporcavano di farina fingendo di preparare il pane. 
Nel 1885 la distilleria venne spostata poco distante e subentrò alla gestione la nuora della coppia, Elizabeth Cumming, che nel 1893 la vendette per 20.000 £ a Johnnie Walker, a condizione che la famiglia potesse continuare a gestire la produzione. Nel 1899 Walker ristrutturò totalmente gli impianti, raddoppiando gli alambicchi per la distillazione e collegando la distilleria alla locale ferrovia. 
Nel 1930 la distilleria venne venduta a Distillers Company Ltd, l'attuale multinazionale Diageo.